# Antalyaspor
Antalyaspor (turski: Antalyaspor Kulübü) je turski nogometni klub iz Antalye. Boje kluba su crvena i bijela. Klub svoje domaće utakmice igra na Antalya Stadyumu. Antalyaspor je osvojio tursku Süper Ligu 1981./82. i 1985./86. godine. 2000. godine izgubio je u finalu Turskog nogometnog kupa.

## Uspjesi
- Süper Lig (2): 1981./82., 1985./86.

## Vanjske poveznice
- Službena web stranica
- Antalyaspor na TFF.org-u